# Aeroportul Agnew
Aeroportul Agnew (IATA: AGW, ICAO: YAGN) este un aeroport din Queensland, Australia.
Situat la o altitudine de 48 m, aeroportul dispune de o singură pistă.